# Réunioni labdarúgó-szövetség
A Réunioni Labdarúgóliga (franciául: Ligue réunionnaise de football, rövidítve: LRF) Réunion nemzeti labdarúgó-szövetsége. A szervezetet 1956-ban alapították, 1992 óta társult tagja az Afrikai Labdarúgó-szövetségnek, viszont nem tagja a Nemzetközi Labdarúgó-szövetségnek. A szövetség szervezi a Réunioni labdarúgó-bajnokságot. Működteti a férfi valamint a női labdarúgó-válogatottat.